# Бернардес, Виктор
Ви́ктор Сальвадо́р Берна́рдес Бла́нко (исп. Víctor Salvador Bernárdez Blanco; 24 мая 1982, Ла-Сейба, Гондурас) — гондурасский футболист, защитник. Выступал в сборной Гондураса.

## Карьера

### Командная
5 сезонов играл в гондурасском клубе «Мотагуа», в составе которого в 2007 году выиграл чемпионат страны и Клубный кубок UNCAF.
В зимнее трансферное окно 2009 года Бернардес, отклонив предложения нескольких клубов MLS, переехал в Европу, в бельгийский «Андерлехт». В первом же сезоне Виктор стал чемпионом Бельгии.
28 декабря 2011 года Бернардес подписал контракт с американским клубом «Сан-Хосе Эртквейкс» из лиги MLS. За «Квейкс» дебютировал 10 марта 2012 года в матче стартового тура сезона против «Нью-Инглэнд Революшн». 30 июня 2012 года в матче против «Лос-Анджелес Гэлакси» забил свой первый гол в MLS. По итогам сезона 2012 он был включён в символическую сборную MLS. По окончании сезона 2017 «Сан-Хосе Эртквейкс» не продлил контракт с Бернардесом.
14 июня 2019 года Бернардес присоединился к клубу Национальной независимой футбольной ассоциации «Окленд Рутс» в качестве игрока и ассистента главного тренера.

### Международная
С 2004 года — игрок сборной Гондураса. В 2010 году был включён в заявку на чемпионат мира, где провёл один матч.

## Достижения

### Командные
«Мотагуа»
- Чемпион Гондураса: Апертура 2006/07
- Победитель Клубного кубка UNCAF: 2007

«Андерлехт»
- Чемпион Бельгии: 2009/10

«Сан-Хосе Эртквейкс»
- Победитель регулярного чемпионата MLS: 2012

### Личные
- Член символической сборной MLS: 2012